# Wilsinho Saravá
Wilsinho Saravá, nome artístico de Vilson de Castro Mello, é um compositor e cantor brasileiro, nascido no Rio de Janeiro, capital do estado homônimo. Entre seus diversos parceiros consta o poeta Sérgio Fonseca., 

## Composições
Como compositor, tem 96 (noventa e seis) músicas de sua autoria que foram  gravadas; por renomados cantores, entre eles:
-Neguinho do Beija-flor –“ESSE MUNDO ESTÁ TODO MUDADO” 
-Jair Rodrigues - “PEGA PRÁ CAPAR
Dicró -  "CACHAÇA", "GIMUREQUE 171", "MINHA BAIXADA", "ERVA MEDICINAL" "ELA DAVA DOIS", "O BONITÃO",,  "GREVE"
-Dicró -“OS TRÊS PAGODEIROS DO RIO” com Moreira da Silva. 
-Dicró e Bezerra da Silva no disco -“OS TRÊS MALANDROS IN CONCERT”)  
-Bezerra da Silva e Marcelo D2 -“GARRAFADA DO NORTE” (ERVA PROIBIDA)  
-Marquinho Sathã e Bezerra da Silva- “O REI DO CHEQUE SEM FUNDOS”  
-Bezerra da Silva - “FOFOQUEIRO É A IMAGEM DO CÃO”  
Marquinho Sathã- “O LUGAR”,
Bebeto di São joão - "A FELICIDADE MORA EM MIM"," BANJO QUEBRADO",  "A BURGUESIA" ,  "NEGA DE FÉ", "MULHER DO ´PÉ GRANDE É MACUMBEIRA",  "CORAÇÃO TRANSTORNADO" 
Grupo Pirraça- "FORRÓ DO JEREMIAS” ENTRE OUTROS...
Belo X 'FOGO DE PALHA"
Foi vencedor de três sambas de enredo:
-Grupo Especial, Acadêmicos da Rocinha com o enredo-
“ A VIAGEM ENCANTADA DO ZÉ CARIOCA À DISNEY” EM 1997.
-Grupo de Acesso, Gres Nova América Nova Iguaçu com o enredo- “DE CARMO A IGUASSU ESSA PRATA VIROU OURO”. EM 2000
-E por fim, imortalizando- se na Música Popular Brasileira, com a vitória em  2002 ,no museu da imagem e do som, com o enredo -“CARLOS VAI, CARLOS VEM E A POESIA SE DÁ BEM”, em homenagem aos poetas  Carlos Drummond de Andrade e Carlos Cachaça.
Também é o autor do hino oficial do Município de Mesquita, na Baixada Fluminense, no Rio de Janeiro.
Foi finalista por três vezes no grupo especial das escolas de samba:
-Beija Flor de Nilópolis em 1998, enredo-  "PARÁ- O MUNDO MÍSTICO DOS CARUANAS NAS ÁGUAS DO PATU-ANU” 
- Em 2005 com o enredo - "O VENTO CORTA  A TERRA DOS PAMPAS. EM NOME DO PAI DO FILHO E DO ESPÍRITO GUARANI. SETE POVOS NA FÉ E NA DOR... SETE MISSÕES DE AMOR” 
-Imperatriz Leopoldinense 1988 enredo- "CONTA OUTRA QUE ESSA FOI BOA” 
Como Cantor, gravou seu primeiro CD, pela gravadora CID- “SEMENTES DO SAMBA” em 2006.
O segundo CD: “PAPO DE MALANDRO”em 2011 pela CID a mesma gravadora do Bezerra da Silva, com o mesmo gênero musical dele. Que está sendo muito elogiado, e já é sucesso nas rodas de pagode.
Está gravando o seu terceiro Cd com dezessete sambas inéditos de sua autoria, com a participação do cantor Neguinho da Beija Flor, incluindo um "Pot-pourri" com cinco sambas de sua autoria, que foram sucesso em todo o Brasil.
Tem depoimentos do produtor Rildo Hora, do diretor artístico do Zeca Pagodinho- Paulão 7 Cordas, dos cantores, Dicró, Pedrinho da flor e Noca da Portela com fotos, que estão na contra capa do meu CD, pois me conhecem de longas datas.
Como radialista, tem dez anos de experiência. Trabalhou em diversas rádios comunitárias do Rio de Janeiro.
Também está participando , cantando nos projetos- TÔ DE OLHO NO SAMBA E SAMBAIXADA.  Com a participação dos cantores; Marquinho Sathã, Dicró, Vantuir, intérprete da Portela, Pedrinho da Flor, Neguinho da Beija Flor, Nego seu irmão, interprete da Mocidade Independente de Padre Miguel, entre outros...

### Finalista de Sambas Enredo
| Ano  | Agremiação               | Título | Nota(s) |
| ---- | ------------------------ | --- | ------- |
| 1988 | Imperatriz Leopoldinense | "Conta outra que essa foi boa" |         |
| 1997 | Acadêmicos da Rocinha    | "A viagem fantástica do Zé Carioca à Disney"                                                                                            |         |
| 2000 | Nova América             | "De Carmo a Iguassú, Essa Prata Virou Ouro"                                                                                             |         |
| 1998 | Beija-Flor               | "O mundo místico dos Caruanas nas águas do Patu-Anu"                                                                                    |         |
| 2005 | Beija-Flor               | "O vento corta as terras dos pampas. Em nome do pai, do filho e do espírito guarani. Sete povos na fé e na dor... Sete missões de amor" |         |

1. ↑  Wilsinho Saravá no Dicionário Cravo Albin da Música Popular Brasileira